# 下埤里 (臺北市)
25°02′24″N 121°19′19″E / 25.040°N 121.322°E
下埤里位於台灣台北市，是歸於台北市中山區的里之一。

## 範圍
- 東以復興北路與松山區為界
- 西以龍江路與行仁里為界
- 南以民權東路三段與江寧里為界
- 北以民族東路與大佳里為界。

## 歷史沿革
下埤里於日治時代屬下埤頭。下埤頭為台北市之行政區，是不設町的郊區「大字」。戰後設為下埤里，由於規模遼闊，人口不斷增加，因此又分出下列各里：
- 1962年及1967年分別劃分增設：江山里、松江里、江寧里
- 1981年4月1日劃出：行政里
- 1990年3月12日區里行政區域調整，增設行仁里、行孝里

餘為今下埤里全貌。

## 設施

### 本里設施
- 台北市立五常國民小學
- 台北市立五常國民中學
- 下埤公園
- 中華郵政台北第121支局(台北龍江路郵局)
- 下埤里民活動中心

### 鄰近重要設施
- 松山機場
- 榮星花園
- 鼎興營區
- 中山高速公路
- 新生公園
- 捷運中山國中站

## 公車站
（包含里界道路）
- 下埤里(民族東路)
- 下埤里(復興北路514巷)
- 復興北村(復興北路)
- 五常街口(復興北路)
- 民權復興路口(民權東路)
- 民權龍江路口(民權東路)
- 五常國小(龍江路)
- 行仁里(龍江路)

## 學區
全里屬於五常國小、五常國中學區